# Эшед, Хаим
Хаи́м Э́шед (ивр. חיים אשד‎, р. 1939) - сотрудник службы безопасности Израиля. Возглавлял управление космической программы в Управлении исследований, разработки оружия и технологической инфраструктуры Министерства обороны, которое отвечает за космическую программу безопасности Израиля. Профессор Института космических исследований Ашера Техниона.

## Биография
Хаим Эшед родился в 1939 году в Турции и иммигрировал в Израиль со своими родителями в возрасте одного года. Вырос на юге Тель-Авива. Имеет степень бакалавра электроники Техниона, степень магистра исследований производительности и докторскую степень в области авиационной техники.
В 1965 году служил в технологическом подразделении разведывательного управления ЦАХАЛ на должностях в области исследований и разработок после того, как Авраам Арнан выбрал его из группы студентов Техниона.
В 1965 году получил Премию безопасности Израиля за новаторские разработки. Это была первая из трёх полученных им израильских наград в области безопасности, однако детали неизвестны по соображениям безопасности.
В 1969 году получил степень доктора технических наук и воздухоплавания в Соединённых Штатах Каскадом разведывательных исследований. По возвращении он был назначен руководителем отдела исследований и разработок в разведывательном корпусе. После службы в армии он работал в звании профессором в Институте космических исследований им. Ашера Техниона. В 1981 году основал и стал первым директором Challenge Program Director подразделения Управления исследований, разработки оружия и технологической инфраструктуры (Mapat) Министерства обороны, ответственного за спутниковые проекты. В октябре 2011 года он ушёл из министерства обороны, где отвечал за запуск 20 спутников.
В декабре 2020 года Эшед заявил в интервью Едиот ахронот, что инопланетяне связались с человечеством, и попросил пока не публиковать эту вещь.

## Безопасность и научная карьера
Инициатива возникла после выступления президента Египта Анвара Садата в Кнессете и его предложения о заключении мирного договора с Израилем при условии эвакуации Синайского полуострова силами Цахал. Согласно мирному договору, нельзя было продолжать фотографировать местность с истребителей, и нужно было найти другое средство, чтобы контролировать приграничные районы между Египтом и Синайским полуостровом и следить за тем, чтобы египтяне не перебрасывали туда силы тайно.
После этого правительство обратилось к Генеральному штабу с просьбой предложить альтернативы фотографическим полётам, а глава разведывательного отдела передал эту задачу в Отдел исследований и разработок, который в 1978 году в звании полковника возглавлял Эшед. В ходе внутренних дискуссий под руководством полковника Хаима Эшеда с различными органами оборонного ведомства, а также с промышленностью и академическими кругами был проведен ряд исследований возможности наблюдения из космоса, которые доказали, что страна способна создать инфраструктуру для создания наблюдательного спутника и его запуска в космос.
Министр обороны, в то время генерал-майор  Эзер Вейцманн потребовал сделать три первых шага:
1. Тщательное изучение такой возможности бывшим главным научным сотрудником оборонного ведомства доктором Эмануэлем Пратом (одним из отцов строительства реактора в Димоне).
2. Письма одобрения от ведущих учёных страны о том, что у нас есть возможность создать академическую инфраструктуру и соответствующие кадры в тех ресурсах, которые государство Израиль могло бы выделить в то время.
3. Финансовое участие ведущих отраслей в тестировании и строительстве инфраструктуры, необходимой для космического пространства, и только после этого правительство решит, когда и сколько инвестировать.

Вышеупомянутые три условия были выполнены полковником Хаимом Эшедом в 1981 году после тщательного и длительного исследования, в ходе которого доктор Прат подтвердил выполнимость предложенного космического плана.
Кроме того, профессор Юваль Нееман, президент Тель-Авивского университета и Института перспективных исследований им. Саклера, также проверил и подтвердил, что космический план может быть построен в соответствии с предложением, а Israel Aerospace Industries (IAI) и Рафаэль каждый внесли сумму, необходимую для подтверждения плана космических наблюдений.
Когда в 1981 году этот вопрос был поднят на утверждение правительства, премьер-министр Менахем Бегин был также министром обороны, и в ходе беседы с ним высокопоставленные члены Генерального штаба Израиля выразили сомнения в огромных затратах на космическую программу с учётом дополнительных потребностей ЦАХАЛа.
Несмотря на эти оговорки, премьер-министр одобрил космический план, а также возможность присоединения стратегического партнёра, который профинансирует большую часть затрат на создание космической инфраструктуры, физической, промышленной и академической.
В 1984 году было решено создать в IAI национальный центр знаний о космосе, и между IAI и Министерством обороны был подписан контракт на развитие инфраструктуры и проект первого спутника наблюдения для Армии обороны Израиля - Офек, возглавляемый доктором Моше Бар-Левом.
На протяжении многих лет директор космической программы способствовал развитию национальной инфраструктуры, развитию исследовательских возможностей, а также знаниям и возможностям израильской промышленности в связи с SLA.
Министерство обороны считает спутники национальным стратегическим активом, который обеспечивает разведывательную мощь в обширной зоне, даже в повседневной жизни и перед мирными странами, без нарушения суверенитета и риска для жизни людей.
Министерство обороны реализует многолетнюю программу разработки и производства спутников и, по оценкам, ежегодно инвестирует около 80 миллионов долларов в космические проекты  которые управляются и контролируются администрацией.
Первый спутник, Офек-1, был запущен в 1988 году, а ракета-носитель "Шавит" "разработана" с большим успехом и поразила космический мир, после чего Государство Израиль вошло в престижный клуб семи стран мира, обладающих способностью разрабатывать и запускать спутники в космос.
В рамках создания космической инфраструктуры в стране были также созданы Израильское космическое агентство и Министерство науки (в 1983 г.), и Хаим Эшед присоединился к Институту Саклера при Тель-Авивском университете в качестве приглашенного профессора. Израильское космическое агентство создало серию сотрудничества с другими передовыми странами в космических программах. В 1984 году в Технионе был основан Институт космических исследований, который готовил инженеров и исследователей для космической промышленности, а также академических кругов. Проф. Хаим Эшед перешёл из Института Саклера Тель-Авивского университета в Институт космических исследований Техниона.
После успешного запуска спутников Офек 1 (в 1988 г.) и Офек 2 (в 1990 г.) генерал-майор Меир Амит предложил Моше Бар-Леву построить спутник связи в консультации с проф. Хаим Эшед. И спутник связи Amos 1 был успешно запущен и запущен (1996 г.) и работал с большим успехом, пока его не заменили спутники Amos.
После ухода на пенсию с поста директора космической программы, возглавлявший её более тридцати лет Эшед участвовал в средней и старшей школе. Он служит научным советником Научного центра Герцлии в создании научных центров, в которых учатся студенты из разных слоев населения: студенты из центра и студенты из близлежащих поселений (таких как Шаар-ха-Негев), студенты из государственного образования и ульпаны из государственного религиозного образования, и даже выдающиеся студенты из бедуинского сектора.
В 2016 году под руководством профессора Эшеда началась научно-образовательная программа по запуску десятками школ 70 крошечных спутников в ознаменование 70-летия независимости Израиля.